# طارد الأرواح (رواية)
طارد الأرواح (بالإنجليزية: The Exorcist)‏ رواية للكاتب الأمريكي ويليام بيتر بلاتي صدرت في عام 1971. تدور احداث الرواية حول ابنه ممثل مشهور تدعى ريغان تعاني من مس الشيطان، والقسان اللذان يريدان طرد الارواح الشريرة منها. الرواية من نشر دار منشورات هاربر. اقتبست الرواية إلى فيلم ناجح بعد سنتين من صدورها.
صدرت النسخة العربية للرواية من نشر منشوارت الرمل ودار التنوير ومن ترجمة نادر أسامة في عام 2017.